# Aichi E8A
Aichi E8A (AB-7) — опытный поплавковый гидросамолёт разработанный по заказу Императорского флота Японии компанией Aichi Kokuki KK под руководством Йошиширо Мацуо в начале 1930-х годов. Представлял собой одномоторный биплан с трёхпоплавковым шасси (основным центральным поплавком и двумя поддерживающими под крыльями).

## История создания
В 1933-м году Авиационное бюро Императорского флота Японии разработало ТТХ для нового самолёта-разведчика палубного базирования на замену стоявшего на вооружении Nakajima E4N. Предполагалось незначительно увеличить скорость и дальность полёта, сохранить совместимость с уже имеющимися во флоте стандартными катапультами. Требования по вооружению оставались прежними и предусматривали установку курсового стрелкового вооружения и вооружения задней полу-сферы. Так же предусматривалась возможность установки бомбовых пилонов для подвески лёгкого бомбового вооружения. Принципиальными требованиями к новому самолёту выдвигалась манёвренность приближенная к истребителям и установка двигателя Nakajima  «Kotobuki 2» Kai 1.
Разработка нового разведчика была поручена компаниям Kawanishi, Nakajima и Aichi. Всего компанией Aichi было построено 2 опытных экземпляра. В том же году были проведены сравнительные испытания и самолёту было присвоено наименование E8A1. Лётно-технические испытания продолжались ещё два года, но в итоге заказчик остановил свой выбор на образце Nakajima E8N1.

## Тактико-технические характеристики
Технические характеристики
- Экипаж: 1 пилот и 1 один кормовой стрелок
- Длина: 8.85 м.
- Размах крыла: 10.50 м.
- Высота: 3.57 м.

Лётные характеристики
Вооружение
- Бомбы: 3х30кг[1]